# Edifici d'habitatges del carrer Masricart, 42
L'Edifici d'habitatges del carrer Masricart, 42 és una obra de la Canonja (Tarragonès) protegida com a Bé Cultural d'Interès Local.

## Descripció
Edifici d'habitatges amb dues plantes. És interessant la decoració de la façana: sanefes, baranes de forja, encerclat de balcons i volutes a l'acabament, una al mig i dues a banda i banda.